# Meurtres à Nancy
 (octobre 2022).
Si vous disposez d'ouvrages ou d'articles de référence ou si vous connaissez des sites web de qualité traitant du thème abordé ici, merci de compléter l'article en donnant les références utiles à sa vérifiabilité et en les liant à la section « Notes et références ».
Pour plus de détails, voir Fiche technique et Distribution.
Meurtres à Nancy est un téléfilm franco-belge réalisé par Sylvie Ayme et diffusé pour la première fois en Suisse le 10 octobre 2022 sur RTS 2, en Belgique le 11 octobre 2022 sur La Une et en France le 15 octobre 2022 sur France 3.
Cette fiction, qui fait partie de la collection Meurtres à..., est une coproduction de Patafilm, Atlantique Productions, France Télévisions, Panache Productions et la RTBF (télévision belge), avec la participation de la Radio télévision suisse (RTS), ainsi que le soutien de la région Grand Est et de la métropole du Grand Nancy.

## Synopsis
À Nancy, au cours d'une vente aux enchères Art nouveau, le corps d'une femme est découvert, logé dans un meuble Eugène Vallin avec l'inscription ensanglantée « Guenoche », synonyme de sorcière en vieux français. La commissaire de police Laurence Weber et le lieutenant Chloé Guérin, la nouvelle compagne de son fils, mènent l'enquête.

## Fiche technique
- Titre original : Meurtres à Nancy
- Réalisation : Sylvie Ayme
- Scénario : Killian Arthur et Nicolas Jones-Gorlin
- Photographie : Marc Romani
- Montage : Manuel De Souza
- Production : Marc Jenny (producteur exécutif), Antonin Ehrenberg, Jean-Pierre Craprat (directeur de production)
- Sociétés de production : Patafilm, Atlantique Productions, France Télévisions, Panache Productions et la RTBF (télévision belge)
- Pays de production :  France /  Belgique
- Langue originale : Français
- Genre : Policier
- Durée : 90 minutes
- Date de première diffusion : 
  -  10 octobre 2022 sur RTS 2
  -  11 octobre 2022 sur La Une
  -  15 octobre 2022 sur France 3

## Audience
- France : 5,063 millions de téléspectateurs[1](première diffusion) (25,2 % de part d'audience)

## Distribution
- Cristiana Reali : Laurence Weber (commissaire)
- Fabrice Deville : Stéphane Bernier (capitaine)
- Nelly Lawson : Chloé Guérin (lieutenant)
- Massimo Riggi : Mehdi
- Julien Crampon : Antoine Weber, fils de Laurence Weber
- Selma Kouchy : Olivia Salem (commissaire priseur)
- Sophie-Marie Larrouy : Émilie Croze
- Constance Dollé : Béatrice Challe (procureur de Nancy)
- Jérôme Anthony : le légiste

## Lieux de tournage
Nancy et la Métropole du Grand Nancy ont accueilli le tournage du téléfilm du 26 avril au 24 mai 2022. Y figurent :
- L'opéra national de Lorraine
- La Place Stanislas
- L'ancienne faculté de pharmacie
- Les rues de la vieille-ville (rue René d'Anjou, place Saint-Epvre)
- Le Palais du gouvernement de Nancy
- La Villa Majorelle
- La Bibliothèque municipale de Nancy dite Stanislas
- La Porte de la Craffe
- Un quartier résidentiel à Saulxures-les-Nancy
- Le Parc de la Pépinière et son Kiosque à musique Mozart
- Nombreuses vues par drone du centre-ville.